# Neckarsteig

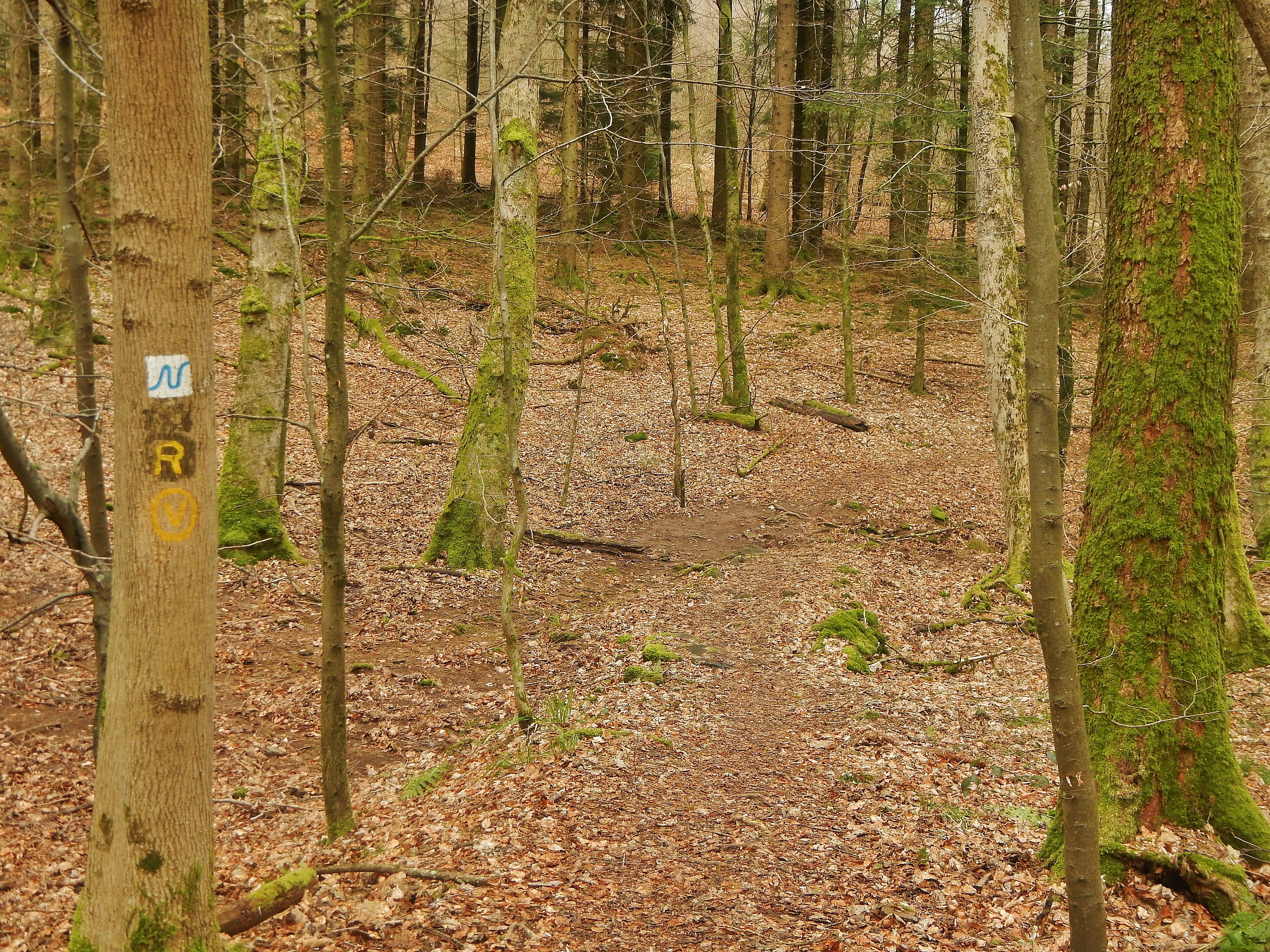
Neckarsteig bei Neunkirchen

Der Neckarsteig ist ein 126,7 Kilometer langer Fernwander- und Prädikatswanderweg über 3127 Höhenmeter in neun Etappen von Heidelberg bis nach Bad Wimpfen. Er ist Teil des Neckarweges. Seinen Namen verdankt er dem Fluss Neckar, oberhalb dessen Lauf er sich im Odenwald befindet.
Insgesamt stellt sich die Strecke als sehr abwechslungsreich und sehenswert dar. Zum einen ändert sich beständig das Umfeld, von Wald zu Wiese, von Berg zu Tal. Zum anderen bietet sie mit einer ganzen Reihe an Sehenswürdigkeiten auch kulturelle Abwechslung.
Die vom Odenwaldklub betreute Strecke ist durchgängig durch ein Wegzeichen mit einem blauen, geschwungenen N auf weißem Grund für den Flussnamen ausgeschildert. Durch die Verknüpfung mit dem öffentlichen Nahverkehr ist es leicht möglich jede Etappe separat zu gehen.

## Geschichte
Der Neckarsteig wurde am 29. Dezember 2011 vom Verband Deutscher Gebirgs- und Wandervereine als „Qualitätsweg Wanderbares Deutschland“ zertifiziert und am 21. April 2012 offiziell eingeweiht.

## Kurzbeschreibung
Der Neckarsteig beginnt in Heidelberg am Heidelberger Schloss und führt zunächst über den Königstuhl östlich nach Neckargemünd, Dilsberg und über den Neckar nach Neckarsteinach. Auf dem nordöstlich bis nach Eberbach verlaufenden Weg liegen Darsberg, Neckarhausen, Hirschhorn und Igelsbach. Ab Eberbach richtet sich der weitere Streckenverlauf südöstlich, überquert dabei auf halber Wegstrecke in Richtung Neunkirchen den Neckar. Kurz vor Neckargerach wird erneut der Neckar überquert und schließlich führt die Strecke durch Mosbach südlich via Gundelsheim nach einer nochmaligen Flussquerung zum Zielort Bad Wimpfen. Die Etappen sind vom Schwierigkeitsgrad her als eher anspruchsvoll einzuordnen. 

## Verlauf
Die einzelnen Etappen lassen sich auch weiter unterteilen, sind in beiden Richtungen erwanderbar und somit individuell gestaltbar.
| Etappe | von            | bis            | Strecke (km) | Gehzeit (h) | Schwierigkeit |
| ------ | -------------- | -------------- | ------------ | ----------- | ------------- |
| 1      | Heidelberg     | Neckargemünd   | 12,8         | 4:30        | schwer        |
| 2      | Neckargemünd   | Neckarsteinach | 09,1         | 3:15        | schwer        |
| 3      | Neckarsteinach | Hirschhorn     | 16,5         | 5:00        | mittel        |
| 4      | Hirschhorn     | Eberbach       | 11,5         | 4:15        | mittel        |
| 5      | Eberbach       | Neunkirchen    | 18,1         | 6:00        | schwer        |
| 6      | Neunkirchen    | Neckargerach   | 17,6         | 5:00        | leicht        |
| 7      | Neckargerach   | Mosbach        | 14,0         | 5:00        | schwer        |
| 8      | Mosbach        | Gundelsheim    | 13,0         | 4:30        | mittel        |
| 9      | Gundelsheim    | Bad Wimpfen    | 13,6         | 4:00        | mittel        |

## Sehenswürdigkeiten
Entlang des Neckarsteigs oder nahebei finden sich insgesamt 15 Burgen oder Burgruinen, 7 mittelalterliche Städte, 4 Schlösser und 1 Naturdenkmal.

### Burgen und Burgruinen
- Burgruine Reichenstein in Neckargemünd
- Bergfeste Dilsberg
- Hinterburg, Vorderburg, Mittelburg und Burg Schadeck (Schwalbennest) in Neckarsteinach
- Burg Hirschhorn
- Burgruine Eberbach
- Burgruine Stolzeneck bei Eberbach
- Burgruine Minneburg bei Neckargerach
- Burgruine Dauchstein (ehemalige Zollburg) bei Binau-Siedlung
- Burg Hornberg bei Neckarzimmern
- Burg Guttenberg bei Haßmersheim
- Burg Ehrenberg (Privatbesitz) bei Heinsheim
- Kaiserpfalz in Bad Wimpfen

### Mittelalterliche Städte
- Dilsberg
- Neckarsteinach
- Hirschhorn
- Eberbach
- Mosbach
- Gundelsheim
- Bad Wimpfen

### Schlösser
- Heidelberger Schloss
- Schloss Zwingenberg
- Schloss Horneck
- Schloss Heinsheim

### Naturdenkmal
- Margarethenschlucht bei Neckargerach